# NGC 4887
NGC 4887 este o galaxie lenticulară situată în constelația Fecioara. A fost descoperită în 21 aprilie 1882 de către Ernst Wilhelm Tempel. Se află la o distanță de 38,78 de megaparseci de Pământ.